# Пётр де Наталибус

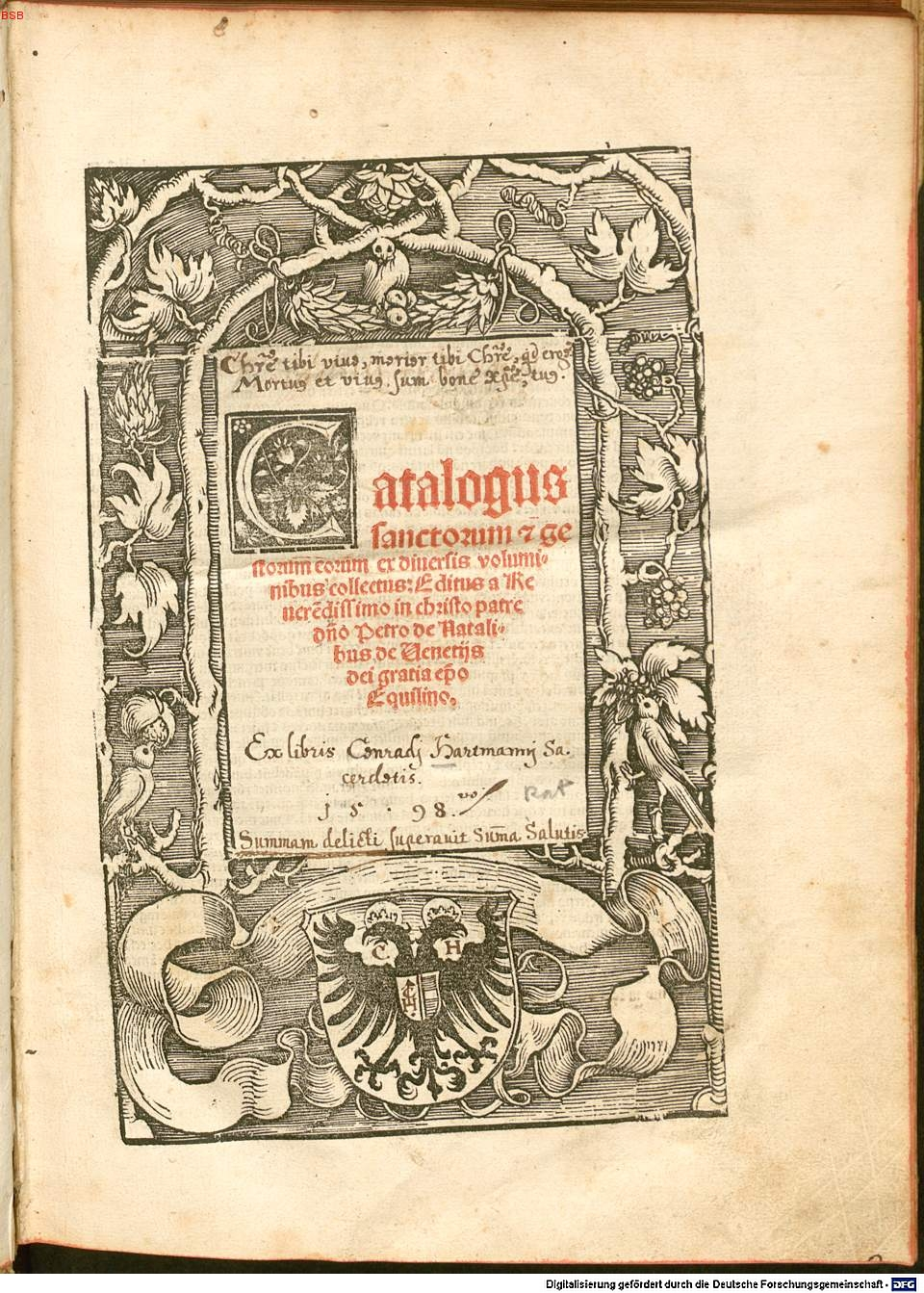
Титульный лист «Catalogus Sanctorum et gestorum eorum» (1598)

Пётр де Натали́бус (лат. Petrus de Natalibus;~ 1330, Венеция  — умер до 8 марта 1406 года) — итальянский католический епископ в Эквилио (Езоло), агиограф, гуманист.
Наталибус родился в Венеции. Родителями его были: отец — аптекарь Унгаро (Унгарелло) и мать Марина (Мариниссия), Петр был вероятно первым сыном у них. Родители Петра была родом из Торчелло. Кроме Петра известны имена его братьев — Марко, Франческо и Джованни Джироламо и сестры —  Джоан.
Петр в начале служил в епархии Кастелло. В 1367 году баллотировался на место епископа Торчелло, но не был избран. В 1368 году пытался стать архиепископом  епархии Крита, но и эта попытка была безуспешной. 5 июля 1370, наконец, он был избран епископом Эквилио.
Как писатель Пётр известен прежде всего как автор книги лат. «Catalogus sanctorum et gestorum eorum» («Сборник житей святых»), написанной им приблизительно в 1369-1372 годах, которая была впервые напечатана в 1493 году в Виченце. Сборник выдержал множество изданий и последний раз был напечатан в 1616 году в Венеции.